# Hubertus av Sachsen-Coburg-Gotha
Prins Hubertus av Sachsen-Coburg-Gotha (Dietmar Hubertus Friedrich Wilhelm Philipp), född 24 augusti 1909 i Friedrichroda i Kejsardömet Tyskland, död 26 november 1943 i Velyki Mosty i Ockuperade Polen i Nazityskland, var en tysk prins och pilot. Han var son till den brittiske prinsen och tyska hertigen Karl Edvard av Sachsen-Coburg-Gotha, bror till prinsessan Sibylla och morbror till kung Carl XVI Gustaf av Sverige. 

## Biografi

### Barndom
Prins Hubertus föddes på slottet Reinhardsbrunn i Friedrichroda, Tyskland, men växte upp i Coburg i Bayern.Hans far, hertigen Karl Edvard av Sachsen-Coburg-Gotha, var född som brittisk prins och barnbarn till drottning Victoria. Efter att en farbror utan arvingar, Alfred av Sachsen-Coburg-Gotha hade avlidit utan manliga arvingar föll det på Karl Edvards lott att ta över hertigdömet.
När Hubertus föddes var det som den andra i succesionsordningen efter sin äldre bror Johan Leopold född 1906. Mellan dem fanns systern Sibylla, född 1908, som Hubertus skulle få en särskilt nära relation till. Senare tillkom prinsessan Caroline Mathilde (1912) och prins Fredrik Josias (1918) till syskonskaran. Syskonen utbildades till en början i hemmet. Prins Hubertus fortsatte sedan till skolan Casimirianum i Coburg för att därefter fortsätta med juridikstudier.

### 1930-talet

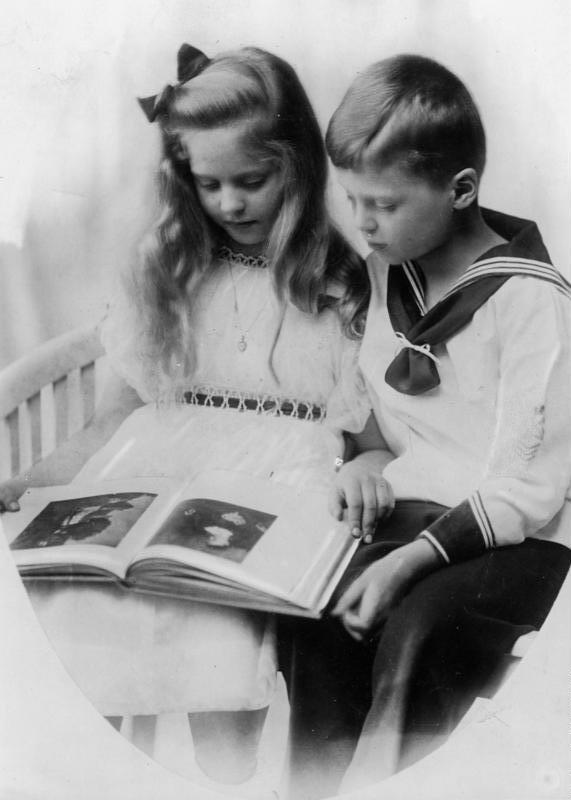
Prinsessan Sibylla tillsammans med favoritbrodern prins Hubertus.

1932, när den äldre brodern Johan Leopold avsade sig sin arvsrätt till hertigtiteln för att kunna gifta sig med en icke-kunglig kvinna, blev Hubertus ny arvinge. Även systern Sibylla var på väg att gifta sig, med en syssling, den svenske arvprinsen Gustaf Adolf. Denne hade hon träffat vid ett kungligt bröllop i London året innan.
När Sibylla och Gustav Adolf gifte sig i Coburg den 19 oktober 1932 utgjorde prins Hubertus och Gustaf Adolfs syster, prinsessan Ingrid, ett av de nio paren av marskalkar och tärnor.
De kommande åren var prins Hubertus en flitig gäst hos systern i Sverige, och deltog i flera kungliga jakter med de svenska kungligheterna. 1933 blev han utnämnd till riddare av den svenska kungliga Serafimerorden och han blev även riddare av Johanniterorden.
Fadern Karl-Edvard, som hade stridit mot sitt gamla hemland Storbritannien i första världskriget, hade redan under 1920-talet kommit i kontakt med Adolf Hitler och det nationalsocialistiska arbetarpartiet. När nazisterna kom till makten 1933 gick Karl-Edvard med i partiet och dess underavdelning SA, där han avancerade till SA-Obergruppenführer. 1934 utsågs han till ordförande av det nazivänliga tyska Röda korset, den roll han är mest känd för under kriget. 

### Andra världskriget
Själv blev prins Hubertus medlem av det nationalsocialistiska arbetarpartiet i samband med att andra världskriget bröt ut hösten 1939. Liksom sina båda bröder tog han värvning i Wehrmacht och tjänstgjorde under kriget som pilot för kurirtflyg i Luftwaffe, först på Balkan och senare på Östfronten.

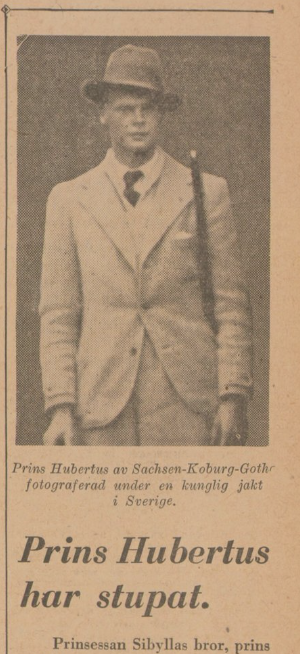
Svenska Dagbladet 3 december 1943.

Den 26 november 1943, dagen innan han skulle omplaceras till ett annat förband, blev prinsens flygplan nedskjutet på Östfronten. När nyheten nådde systern Sibylla på Haga slott en vecka senare bröt hon alldeles ihop. Det sägs att Sibylla, som alltid varit överbeskyddande mot den yngre brodern, aldrig kom över nyheten. När hon 1946 fick sin och prins Gustaf Adolfs förste son, den blivande svenske kungen, döptes pojken till Carl Gustaf Folke Hubertus.

## Eftermäle
När prins Carl Philip och prinsessan Sofia 2016 lät döpa sitt första barn till Alexander Erik Hubertus Bertil, reagerade journalisten och debattören Henrik Arnstad. Denne menade att det var obegripligt att kungahuset lät föra namnet vidare eftersom det ursprungligen kom från en stupad nazist,
Den tyske historikern Rudolf Priesner ger en annan bild i sin biografi över hertigen Karl-Edvard från 1977. Där uppges att hela hertigfamiljen till en början var entusiastiska Hitleranhängare, men att såväl prins Hubertus som hans mor hertiginnan Victoria Adeleheid kom att ändra uppfattning med tiden. Efter att prins Hubertus blivit vittne till hur judar torterats blev han Hitlermotståndare och fortsatte enligt Priesner att vara det fram till sin död. Detta trots att han gick med i det nationalsocialistiska arbetarpartiet 1939.